# 碳角
碳角（英語：Carbon Point），是南極洲的海岬，位於南喬治亞群島，處於克拉普馬奇角西北面的坎德爾默斯島西南端附近，在1953年由阿根廷地圖命名，由英國海外領土管轄。